# Gottfried Eugen Kreuz
Gottfried Eugen Kreuz (* 1978 in Linz) ist ein österreichischer Klassischer Philologe.

## Leben
Kreuz besuchte das Akademische Gymnasium Linz, wo er 1996 seine Matura ablegte. Danach absolvierte er von 1996 bis 2001 das Lehramtsstudium Latein und Griechisch an der Universität Wien, das er bei Kurt Smolak mit einer Diplomarbeit zum Carmen de Evangelio des sog. Pseudo-Hilarius abschloss. Seit 1999 arbeitete Kreuz werkvertraglich an Projekten der ‚Kirchenväterkommission‘ (KVK) der Österreichischen Akademie der Wissenschaften mit.
Nach seinem Lehramtsstudium begann Kreuz mit der Arbeit an einer Dissertation über das Metrum in Genesin des Pseudo-Hilarius (2002 bis 2005). 2003 und 2004 betreute er zusätzlich den überarbeiteten Nachdruck der Werke des Johannes Cassianus im Rahmen des Corpus Scriptorum Ecclesiasticorum Latinorum und war Lektor an der Universität Wien (Lateinergänzungskurse). 2005 wurde er an der Universität Wien promoviert.
Von 2004 bis 2010 war Kreuz Assistent von Professor Smolak am Institut für Klassische Philologie, Mittel- und Neulatein der Universität Wien. 2010 wechselte er an die Universität Konstanz, wo er als wissenschaftlicher Mitarbeiter von Barbara Feichtinger beschäftigt war. Von 2012 bis 2015 fungierte er unter Dorothea Weber als Assistenzprofessor im Fachbereich Altertumswissenschaften der Universität Salzburg. 2015 habilitierte sich Kreuz mit einer Arbeit über Raumkonzeptionen in den Silvae des Statius. Seit diesem Jahr ist er als assoziierter Professor in Salzburg tätig. Dort hält er laufend Lehrveranstaltungen zur lateinischen Literatur (von klassischer Zeit bis zur Spätantike) sowie zur lateinischen Sprache und Grammatik ab.

## Forschung
Einer von Kreuz’ Forschungsschwerpunkten ist die christliche Dichtung der Spätantike und ihre Überlieferung, besonders pseudepigraphe Texte und ihre Funktionalisierung in der Kommentierungstradition. Weiter beschäftigt er sich mit Raumkonzeptionen in antiker Literatur, besonders in den Silvae des Statius. Zu diesem Werk legte er auch 2025 eine Übersetzung für die Reihe Tusculum vor. Zu seinen weiteren Forschungsinteressen gehören die mittelalterliche Bibelepik (Regum-Paraphrase des Cod. Paris. Lat. 14758, 12. Jh.) und hagiographische Dichtung (Altmann von St. Florian) sowie neulateinische Literatur mit Bezug zu Österreich (Gaspar Brusch).
Schließlich ist Kreuz ein ausgewiesener Experte der lateinischen Sprache, ihrer Grammatik und Stilistik. Als solcher gibt er die Lateinische Grammatik von Emil Gaar und Mauriz Schuster seit 2019 in einer erweiterten und aktualisierten Fassung als Lehrmittel an der Universität Salzburg laufend neu heraus.

## Werke (Auswahl)
- Cassianus, Opera (Collationes XXIV), ed. M. Petschenig, editio secunda supplementis aucta curante G. Kreuz (CSEL 13). Wien 2004, ISBN 978-3-7001-3286-8
- Cassianus, Opera (De institutis coenobiorum et de octo principalibus vitiis; De incarnatione contra Nestorium), ed. M. Petschenig, editio secunda supplementis aucta curante G. Kreuz (CSEL 17). Wien 2004, ISBN 978-3-7001-3287-5
- Pseudo-Hilarius. Metrum in Genesin, Carmen de Evangelio. Einleitung, Text und Kommentar. (Sitzungsberichte der Österreichische Akademie der Wissenschaften, Philosophisch-Historische Klasse 752 (Veröffentlichungen der Kommission zur Herausgabe des Corpus der Lateinischen Kirchenväter 23).). Wien 2006, ISBN 978-3-7001-3790-0
- Gaspar Brusch, Iter Anasianum. Ein Spazierritt durch Oberösterreich 1552. (WS Beiheft 31; Arbeiten zur mittel- und neulateinischen Philologie 9). Wien 2008, ISBN 978-3-7001-4007-8
- Besonderer Ort, poetischer Blick. Untersuchungen zu Räumen und Bildern in Statius’ Silvae. (Hypomnemata 201). Göttingen 2016, ISBN 978-3-525-20870-0
- Statius Silvae. Lateinisch - deutsch. (Reihe Tusculum). Berlin/Boston 2025, ISBN 978-3110631388